# Péponide

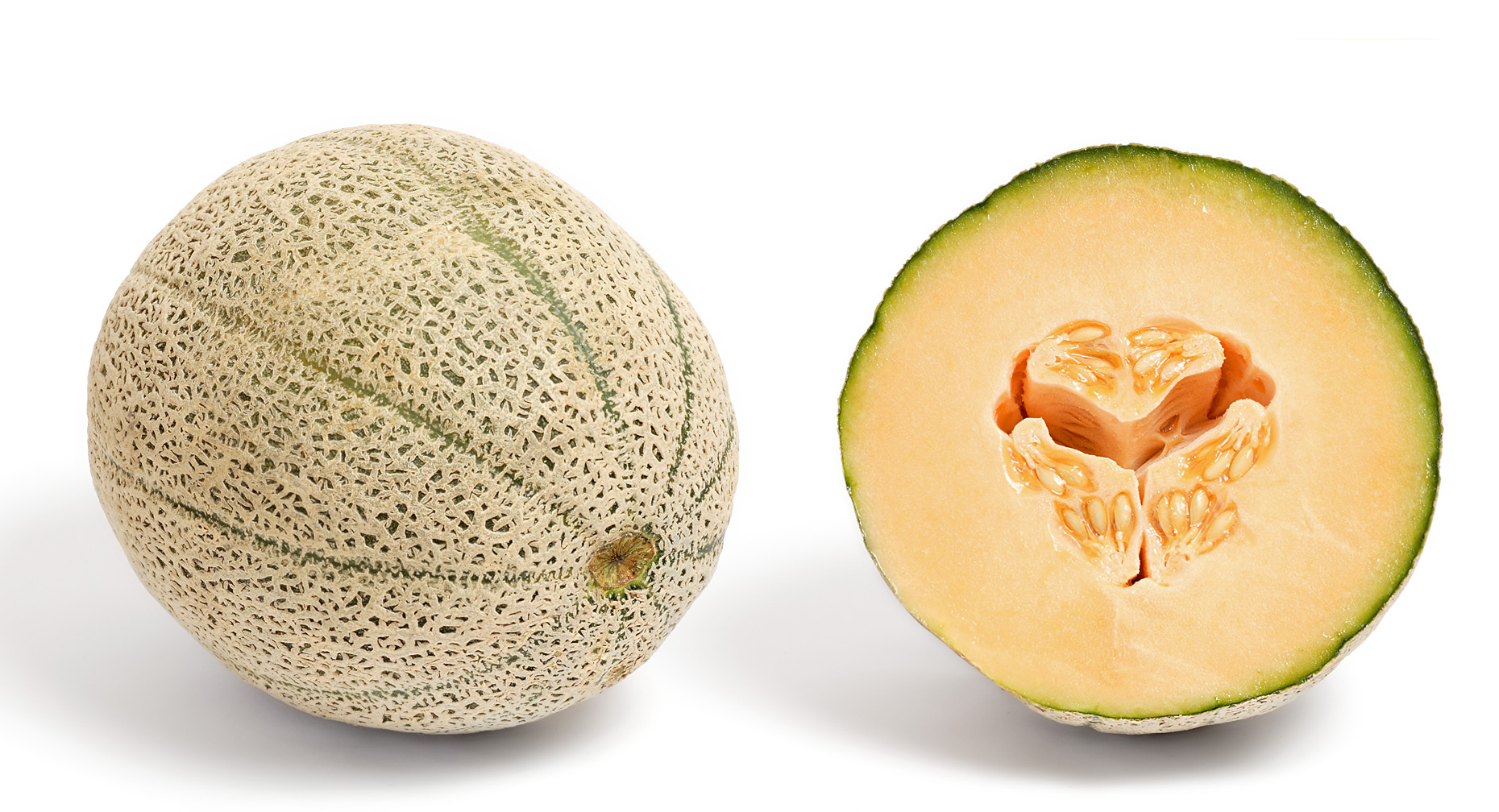
Le fruit du melon est une péponide.

Une péponide, appelée aussi pépon (du latin pepo, pepōnis, mot désignant la pastèque et dérivé du grec πέπων, cuit par le soleil, mûr) est une baie de grande taille caractérisée par sa cuticule dure et imperméable et son mésocarpe charnu. C'est le fruit caractéristique de nombreuses espèces de Cucurbitacées. C'est parmi les péponides qu'on trouve les plus gros fruits du règne végétal (Cucurbita maxima).
Ce fruit dérive d'un ovaire à loge unique (par soudure des carpelles). Il contient au niveau du mésocarpe une pulpe charnue, plus ou moins fibreuse, issue des placentas hypertrophiés et de très nombreuses graines aplaties, sans albumen.
C'est un fruit qui peut se conserver de longs mois. Certaines variétés à cuticule coriace sont mises à profit pour fabriquer toutes sortes d'ustensiles (calebasses).